# エリザベータ・プリス
エリザベータプリス (ロシア語: Елизавета Пурис、Elizaveta_Puris)はロシアの歌手。 
テレビ番組「ボイス」の出演者。  1チャンネルのプロジェクトの出演者。「New Wave Children's 2012」の優勝者、 ジュニアユーロビジョン2013のファイナリスト。　愛称はリザ、リザプリス。

## 来歴
2003年12月1日にモスクワ市で生まれた。幼い頃から、リザは歌の才能を発揮した。 彼女自身は歌について「これは私の人生です」と語っている。 動画サイトでは、彼女が参加した動画は大きな人気と関心を集めている。  幼い頃、彼女は音楽素材に対して特別な態度を示した。 彼女の特別なアプローチと個性的な態度で、彼女は多くの視聴者の関心を集めました。2009年から2015年まで、リザはRespublikaKIDSスクールスタジオの学生だった。 リザは声楽と演技を学びながらピアノの研究をし、音楽の理論科学を習得した。
2012年、リザは8月15〜17日にヤルタのアルテークで開催された若いパフォーマーのための5周年記念年次国際コンペティションである「New Wave Children's 2012」に参加した。 大会は8月24日から26日までロシア1TVチャンネルで放送された。リザはすべてのラウンドを無事に通過し、決勝へ進出した。 コンテスト初日、彼女は「私には何もない」という曲を歌い審査員に感銘を与えた。  2日目、彼女はアダージョの歌を歌い、審査員の各メンバーから最高点を獲得し、優勝した。この大会でロシア人が優勝したのはリザが初めてだった。
2013年リザはジュニアユーロビジョン2013の全国予選ラウンドに出演した。 リサはНовый деньという曲を演奏した。これは将来、彼女の代表曲の1つになった。 結果としては奇しくも優勝を逃してしまった。
同年8月11日には世界陸上選手権モスクワ大会の開会式でオルガクレイン、アナスタシアスピリドノバ、ポズニャコフ兄弟と共にロシア国歌を歌った。
その後もリザは、多数のテレビ番組やコンサートに出演し知名度やファンを増やし続けている。

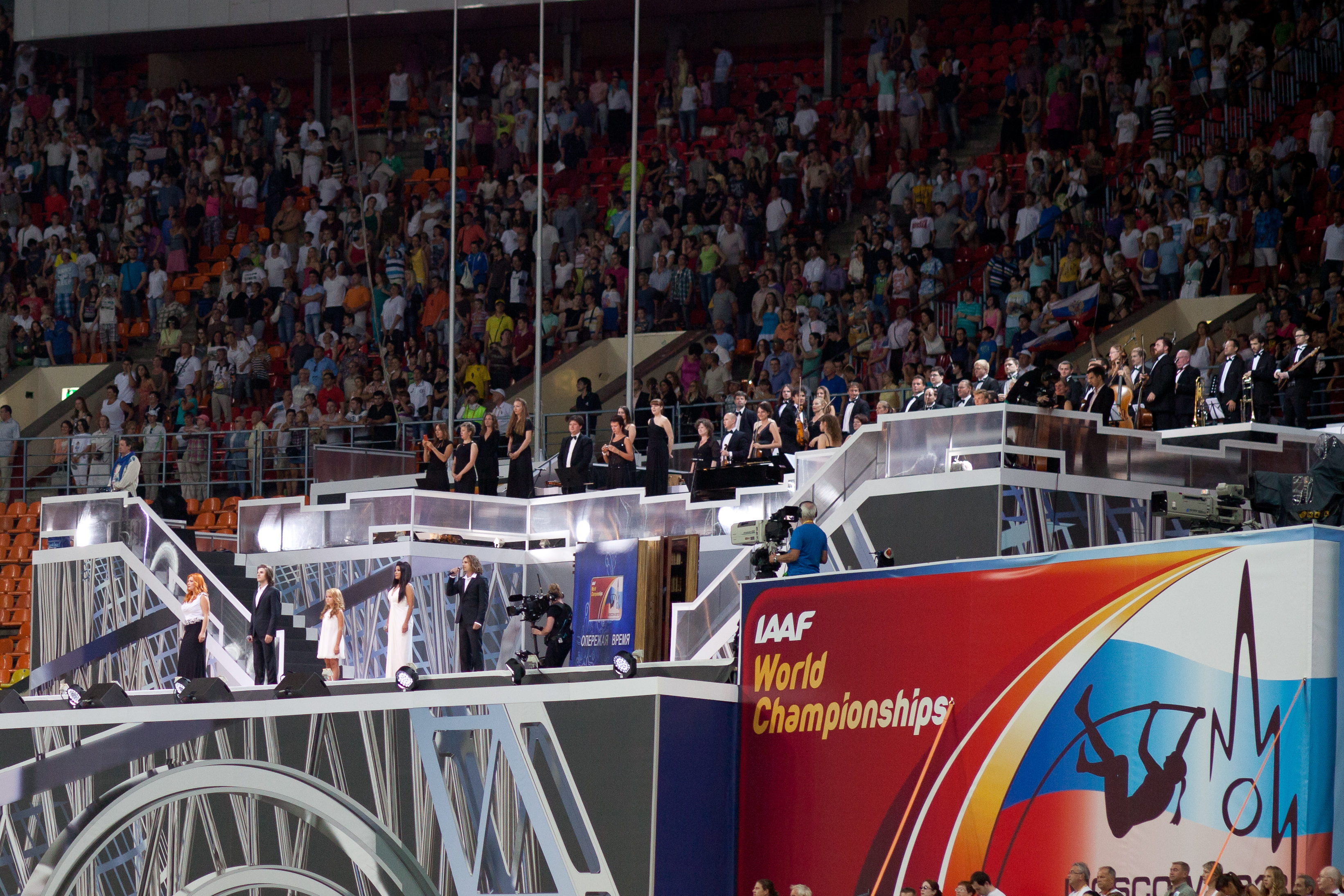
世界陸上モスクワ大会の開会式での国歌斉唱

## ドミソルカ
RespublikaKIDSスクールスタジオと並行して、リザは他の多くの学生と同様に、子供向けクリエイティビティセンター「子供劇場ドミソルカ」で音楽について学んだ。 この時の活動がリザにとって最初の集団での活動になり、彼女はその主演になりました。 彼女が最初に舞台に登場したのはこの劇場で、テレビに出演したのもこの劇場が初めてだった。

## 主な受賞歴
- 「WE ARE TOGETHER」2011-受賞
- 「マスタリーのステップ」2011-受賞
- 「New Wave Children's-2012」-1位
- 「ジュニアユーロビジョン2013」-2位

## 主な出演

### テレビ番組
- ГОЛОС Дети(子供の声) シーズン1-(チャンネル1)
- ГОЛОС(声) シーズン9-(チャンネル1)
- Песенка в подарок(歌の贈り物)
- Вечерний Ургант -(チャンネル1)

### コンサート
- Республика KIDS 5周年記念コンサート
- Участница проекта Super-дети(スーパーキッズプロジェクト)

### 国際イベント
- 世界陸上競技選手権大会2013 開会式